# Liste der Monuments historiques in Gondenans-les-Moulins
Die Liste der Monuments historiques in Gondenans-les-Moulins führt die Monuments historiques in der französischen Gemeinde Gondenans-les-Moulins auf.

## Liste der Immobilien
| Bezeichnung      | Beschreibung                 | Standort                 | Kennzeichnung | Schutzstatus | Datum | Bild |
| ---------------- | ---------------------------- | ------------------------ | ------------- | ------------ | ----- | ---- |
| Grottes aux Ours | vorgeschichtlicher Fundplatz | südlich des Ortes (Lage) | PA00101648    | Classé       | 1955  |      |

## Liste der Objekte
| Bezeichnung               | Beschreibung                          | Standort                          | Kennzeichnung | Schutzstatus | Datum | Bild |
| ------------------------- | ------------------------------------- | --------------------------------- | ------------- | ------------ | ----- | ---- |
| Skulptur Gottvater        | Holz, farbig gefasst, 16. Jahrhundert | in der Kapelle Ste-Trinité (Lage) | PM25000744    | Classé       | 1962  |      |
| Wappenrelief              | Holz, farbig gefasst, 16. Jahrhundert | in der Kapelle Ste-Trinité (Lage) | PM25000745    | Classé       | 1988  |      |
| Skulptur Madonna lactans  | Holz, farbig gefasst, 15. Jahrhundert | in der Kapelle Ste-Trinité (Lage) | PM25000746    | Classé       | 1988  |      |
| Skulptur Madonna mit Kind | Holz, farbig gefasst, 16. Jahrhundert | in der Kapelle Ste-Trinité (Lage) | PM25002140    | Inscrit      | 1988  |      |